# 노르디하이드로캡사이신
노르디하이드로캡사이신(nordihydrocapsaicin)은 고추 열매의 매운맛은 80∼90% 가 캡사이신과 디하이드로 캡사이신에 의한 것이며, 나머지 10%정도는 노르디하이드로캡사이신이 매운맛을 낸다.노르딕하이드로캡사이신은 순수한 그냥 캡사이신보다
매운맛을 차지하는 정도가 다르기 때문에 순수 캡사이신은 1600만 스코빌이지만 노르디하이드로캡사이신은 8,600,000–9,100,000정도이다.

## 같이 보기
- 스코빌 척도
- 고추
- 고추장